# Rackare
Rackaren var i södra Sverige bödelns dräng. Han ställde avrättningsplatsen i ordning inför förrättningen, plockade ned de döda som hängts och steglats och grävde ned dem i galgbacken samt begravde självmördare i skogen. Om brottet ansågs skamligare kunde han även utdela vissa kroppsstraff (vilket annars en profoss gjorde).
Rackaren användes även för att slakta och flå hästar samt avliva katter och hundar (därav uttrycket flåbuse) Rackaren var ofta också den som körde bort stadens avfall på nätterna. Därav ett annat av rackarens många öknamn: nattman, vilket syftade på tidpunkten då avfallshanteringen (eller avlivandet av djur) skulle utföras. Ibland tjänstgjorde han även som sotare.
Enligt en kunglig förordning av den 7 november 1760 skulle rackare ha betalt efter en viss taxa till exempel halshuggning 5 daler och "handens avhuggande" 2 daler.
Enligt en förordning från 1729 skulle rackaren begravas som "ärelös" på en plats norr om kyrkan.
Uttrycket "ta en rackare" för en snaps kommer sig av att då hästslaktaren kom på besök och skulle ha sin slaktarsup serverades denne i ett speciellt spetsglas på ben och fot. Detta glas var enbart till för rackaren som ansågs vara oren och ingen annan drack ur det glaset.
I Södra Norrlands landsbygd och i norra Svealand förekom beteckningen sockenlapp om fast boende same som utförde hästslakt och andra sysslor som bönderna ansåg smutsiga. Sockenlapparna ägde ofta ett mindre antal renar men flyttade inte runt med dem. Däremot kunde de förflytta sig för att få avsättning för sina renprodukter, och för att få uppdrag som hantverkare.
Sockenlapparna behandlades förhållandevis respektfullt jämfört med den med sydliga rackaren, som var stigmatiserad och utsatt för fördomar. Rackare rekryterades ofta ur grupper med tvivelaktigt förflutet, både de som rekryterades ur egna led, och som ofta blev mest föraktade  och den större grupp som rekryterades bland resandefolk.
Yrket försvann med dödsstraffets avskaffande och förbättrade rutiner för sanitetshållning i städerna, men orden "rackare" och "rackarunge" lever kvar idag som skämtsamt och halvt nedsättande tillmäle. Även orden "byracka" och "rackartyg" kan härledas till rackare.

## Källhänvisningar
1. 1 2  sockenlappar i Nationalencyklopedin
2. ↑  http://www.veberod.nu/veberodsbockerna.html
3. 1 2  Nationalencyklopedin, CD-upplagan 2000 rackare (slaktare)
4. 1 2   rackare i Nationalencyklopedins nätupplaga. Läst 12 februari 2015.
5. 1 2  ”Arkiverade kopian”. Arkiverad från originalet den 22 februari 2013. https://web.archive.org/web/20130222220416/http://www.trollhattebygden.se/2-1995.html. Läst 11 maj 2009.
6. ↑  http://www.sr.se/sida/artikel.aspx?programid=2068&artikel=808093
7. ↑   lennartlundmark.se
8. ↑  ”Arkiverade kopian”. Arkiverad från originalet den 7 november 2014. https://web.archive.org/web/20141107014101/http://www.popularhistoria.se/artiklar/sockenlappar/. Läst 29 december 2003.
9. ↑  Ingvar Svanberg, Hästslaktare och korgmakare, Umeå 1999, s 38

- Folkminnesarkivet i Lund nr 3705:150 och 4162:62
- Hedenquists hemsida